# エンリコ・フェリ
エンリコ・フェリ（Enrico Ferri、1856年 – 1929年）は、イタリアの刑法学者、犯罪学者、社会学者。

## 思想
イタリア実証学派の学者で、ボローニャ大学の刑法教授。チェーザレ・ロンブローゾに師事し、犯罪人類学を主唱。1884年に『犯罪社会学』を著した。
犯罪原因の三元説
人類学的要因(年齢、性別など)、物理的・風土的要因(人種、気候、地理、季節、気温など)、社会的要因(人口密度、慣習、宗教、政治など)を犯罪の原因として挙げた。
犯罪飽和の法則
一定の個人的・社会的条件の備わった一定の社会において発生する犯罪の量は一定である、と唱えた。
犯罪対策論
犯罪者の分類に応じ、対応方法を提示した。
| 犯罪者類型     | 対策                                                                   |
| -------------- | ---------------------------------------------------------------------- |
| 生来性犯罪者   | 無期の隔離                                                             |
| 精神障害犯罪者 | 精神病院へ収容                                                         |
| 激情犯罪者     | 損害賠償、移住命令                                                     |
| 機会犯罪者     | 労働、損害賠償、移住命令                                               |
| 慣習犯罪者     | 改善可能な場合は労働、損害賠償、移住命令。改善不可能な場合は無期の流刑 |

社会改革
貿易の自由化、市場の独占禁止、労働者の住居提供、銀行の設置、街灯の改良、出産制限を唱えた。
イタリア刑法草案(フェリ草案)の起草
1921年、イタリア刑法草案を起草した。そこでは応報刑論が抹消され、刑罰と保安処分を同じ「制裁」と捉え一元化することが試みられた。このため、本草案は「責任と刑罰のない刑法典」と呼ばれた。
フェリはロンブローゾのように犯罪の人類学的要因に拘泥こそしなかったが、犯罪原因の中で人類学的要因が中核であると確信しており、その意味でロンブローゾの犯罪生物学の最大の擁護者といえる。彼の有名な言として「社会環境は犯罪に対して形式を与えるが、犯罪の要因は反社会的な生物学的構造の中にある」というものがある。
にもかかわらず、彼が犯罪の社会的要因を強調した所以は、フェリがマルクス主義者であり、社会変革によって社会悪を解消することが犯罪の減少に結びつくと考えていたことと関連がある。

## 主な著書
- 『犯罪社会学』"La Sociologia Criminale" 1884年